# یواس‌اس گرووز (دی‌ئی-۵۴۳)
یواس‌اس گرووز (دی‌ئی-۵۴۳) (به انگلیسی: USS Groves (DE-543)) یک کشتی بود که طول آن ۳۰۶ فوت (۹۳ متر) بود.